# Дифузія Бома
Дифузія плазми поперек магнітного поля була висловлена припущенням щоб слідувати дифузії Бома як показник великої втрати машин перших експериментів у плазмі.

## Опис
Дифузія Бома характеризується коефіцієнтом дифузії
{\displaystyle D_{Bohm}={\frac {1}{16}}\,{\frac {k_{B}T}{eB}}},
де B - напруженість магнітного поля, T - температура, е - елементарний заряд.
Вона була вперше спостережена у 1949 році Девідом Бомом при вивченні магнітних дуг для використання в поділі ізотопів. 
З тих пір було відмічено, що багато інших плазм слідують цьому закону. На щастя, є винятки, коли швидкість дифузії нижче, в іншому випадку не було б ніякої надії на досягнення практичної термоядерної енергії. В оригінальній роботі Бома він зазначає, що фракція 1/16 не є точною; зокрема, «точне значення [коефіцієнта дифузії] є невизначеним в межах 2 або 3.»Лайман Спітцер розглянув цю частку як фактор, пов'язаний з нестабільністю плазми. 
У загальному випадку дифузія може бути змодельована як блукання кроків довжини {\displaystyle \delta } і часу {\displaystyle \tau }. Якщо дифузія зіткнень, то {\displaystyle \delta } довжина вільного пробігу і {\displaystyle \tau } є зворотним по відношенню до частоти зіткнень. Коефіцієнт дифузії D може бути виражений  як 
{\displaystyle D={\frac {\delta ^{2}}{\tau }}=v^{2}\tau =\delta \,v},
де {\displaystyle v=\delta /\tau } - швидкість між зіткненнями.
У намагніченій плазмі, частота зіткнень зазвичай мала в порівнянні з гірочастотой, так що розмір кроку гірорадіуса  {\displaystyle \rho } і час кроку це час зіткнення, {\displaystyle \tau }, який пов'язаний з частотою зіткнень через {\displaystyle \tau =1/\nu } призводить до {\displaystyle D=\rho ^{2}\nu }. Якщо частота зіткнень більша, ніж гірочастоти, то частинки можна розглядати як ті що переміщаються вільно з тепловою швидкістю vth між зіткненнями і коефіцієнтом дифузії {\displaystyle D=v_{th}^{2}/\nu }. Очевидно, що класична дифузія (зіткнень) максимальна, коли частота зіткнень дорівнює гірочастоті, і в цьому випадку D = ρ²ωc = vth²/ωc. Підставляючи ρ = vth/ωc, vth = (kBT/m)1/2, і ωc = eB/m, ми приходимо до D = kBT/eB. З огляду на наближений характер цього висновку,  відсутність 1/16 не є причиною для занепокоєння. Тому, принаймні в межах множника порядку одиниці, дифузія Бома завжди більша, ніж класична дифузія. 
В загальному режим малих зіткнень, класичної дифузії 1/B², в порівнянні з 1/B дифузії Бома. Ця різниця часто використовується, щоб розрізняти їх.
У світлі наведеного вище розрахунку, заманливо думати що дифузія Бома як класична дифузія з аномальною швидкістю зіткнення, яка максимізує транспортування, але фізична картина інша. Аномальна дифузія є результатом турбулентності. Області вище або нижче електричного потенціалу призводять до вихору (завихрення), тому що плазми рухаються навколо них зі швидкістю E/B. Ці вихори грають аналогічну роль для гіроскопа-орбіт в класичній дифузії, за винятком того, що фізика турбулентності може бути такою, що час декорреляції приблизно дорівнює часу розвороту. Інший спосіб вирішення в тому, що турбулентне електричне поле приблизно дорівнює потенціалу збурення, поділеному на довжину шкали {\displaystyle \delta } і потенціал збурення очікувано може бути значною часткою kBT/e. Турбулентний коефіцієнт дифузії {\displaystyle D=v\delta } при цьому не залежить від довжини шкали і наближеної величини Бома.
Теоретичне розуміння дифузії плазми особливо дифузія Бома залишалося недосяжним до 1970-х років, коли Тейлор і Макнамара висунули другу направляючу модель центру плазми. Поняття негативного температурного стану, а також конвективні клітини зробили великий внесок у розуміння дифузії. Що лежить в основі фізики можна пояснити наступним чином. Процес може бути обумовлений транспортом теплових коливань, відповідних найнижчим випадкових електричних полів. Низькочастотний спектр викликає дрейф ExB. Через далекодійсний характер кулонівської взаємодії, час когерентності хвиль досить великий, щоб дозволити практично вільному витіканню частинок поперек силових ліній. Таким чином, перенесення було б єдиним механізмом, щоб обмежити прогін свого власного курсу і призвело б до самокорекції гарту когерентного переносу через дифузне загасання. Для кількісної оцінки цих заяв, ми можемо записати дифузійний час загасання, як τD=1/k⊥2D, де  k⊥ хвильове число, перпендикулярне до магнітного поля. Таким чином, розмір кроку cδE τD/B, і коефіцієнт дифузії
{\displaystyle D=\left\langle {\frac {\Delta x^{2}}{\tau _{D}}}\right\rangle \sim {\frac {c^{2}\delta E^{2}}{B^{2}k_{\perp }^{2}\,D}}\sim {\frac {c\delta E}{Bk_{\perp }}}}.
Це ясно дає для дифузії масштабування закон B−1 для другої плазми. Теплове коливання, як правило, невелика частина часток теплової енергії. Вона зводиться параметром плазми  εp≡(n0λD3)−1<<1, і дається |δE|2~εpn0kBT/π1/2~4π1/2n0q2λD−1, де n0 щільність плазми, λD довжина Дебая, а Т являє собою температуру плазми. Приймаючи 1/k⊥~λD і підставляючи електричне поле за рахунок теплової енергії, ми б мали D~(2cqπ1/4/B)(λDn0)1/2~(εp)1/2ckBT/qB/2π3/4.
Модель 2D плазми стає недійсною, коли паралельна декогеренція має важливе значення.
У 2015 році нове точне пояснення оригінального експерименту Бома повідомляється, в якому дифузне поперечне поле, вимірюване в експерименті Бома і експерименті Саймона було пояснене поєднанням іонного гіроскоп-центру зсуву і ефектом короткого замикання. Іон гіроскоп-центр зрушення відбувається, коли іон стикається з нейтральним для обміну імпульсом; Типовим прикладом є іонно-нейтральна реакція перезарядки.